# Lovrenc Bogović
Lovrenc (Lovre) Jure Bogović (Bogovich) (Veliki Borištof, 22. ožujka, 1723. – Monošter, 12. siječnja, 1789.) hrvatski je franjevac, pisac, svećenik te važni autor književnosti Hrvata iz Gradišća u 18. stoljeću.

## Životopis
Lovrenc Bogović bio je rođen kao Jure Bogović, ime Lovrenc je dobio kod franjevaca. Primljen je u red 19. veljače, 1742. i 1746. je posvećen duhovnikom. S prekidima je živio u samostanu Novi Grad (1749. – 1753.; 1755. – 1759.; 1760. – 1761.; 1767. – 1771.; 1779.). Kapelan je bio u Koljnofu 1772. – 1773. godine. U međuvremenu je bio u samostanu u Željeznom. 16 godina je živio u Monoštru (Szentgotthárd), u cistercijanskom samostanu, gdje je i umro te pokopan (ovdje danas još uvijek Slovenci žive, vjerojatno zbog hrvatskog porijekla je bio Bogović imenovan).

## Rad
Bogović je organizirao hrvatska sela u okolici Željeznog, a njegov ortak Bogomir Palković u južnom Gradišću. Palković i Bogović dali su gradišćankim Hrvatima prvu masovnu narodnu organizaciju. Neprocjenjive su sociopsihološke vrijednosti takvoga narodnoga pokreta, masovni redoviti mjesečni sastanci, međusobno upoznavanje i usredotočenje duhovnih snaga u hrvatskom jeziku, u duhu hrvatske pobožnosti u određenom vjerskom smjeru.
Bogovićevo najveće djelo je molitvenik Hizsa zlata. Taj je molitvenik tiskan petnaestak puta s izvornim naslovom, a od 1829. u obradi Jožefa Ficka so obilježjem Nova hizsa zlata isto toliko puta.
U suautorstvu s Palkovićem je napisao još jedan molitvenik Duhovni vertlyacz

## Djela
- Duhovni vertlyacz z-trimi rósiczami va Nóvom Gradu od Duhovnih Szinov Réda Szvétoga Ferencza (1753.)
- Slabikar (1753. Bogović i Palković)
- Hizsa zlata z-marlyivim trudóm, y z-velikum szkerblym uzidana pri szv. brigu kalvarie (1754.)
- Obchinszke miszie pitanya kni'sicze (1759. Bogović i Palković)
- Marianszko czveche Selézni pri Kalvarij pobrano, i Marij offrovano (1781. Bogović, Palković i Jeremijaš Šoštarić)